# إرنست ويتمان
إرنست ويتمان (بالإنجليزية: Ernest Whitman) هو ممثل أمريكي، ولد في 21 فبراير 1893 بفورت سميث في الولايات المتحدة، وتوفي في 5 أغسطس 1954 بهوليوود في الولايات المتحدة بسبب نوبة قلبية.

## أعمال

### أفلام
- (1939) ذهب مع الريح[4][5]
- (1943) الكوميديا الإنسانية
- (1945) نهاية الأسبوع المفقودة

## وصلات خارجية
- إرنست ويتمان على موقع IMDb (الإنجليزية)
- إرنست ويتمان على موقع ألو سيني (الفرنسية)
- إرنست ويتمان على موقع ميوزك برينز (الإنجليزية)
- إرنست ويتمان على موقع أول موفي (الإنجليزية)
- إرنست ويتمان على موقع قاعدة بيانات برودواي على الإنترنت (الإنجليزية)
- إرنست ويتمان على موقع قاعدة بيانات الأفلام السويدية (السويدية)
- إرنست ويتمان على موقع قاعدة بيانات الفيلم (الإنجليزية)
- إرنست ويتمان على موقع كينوبويسك (الروسية)